# Claire de Duras

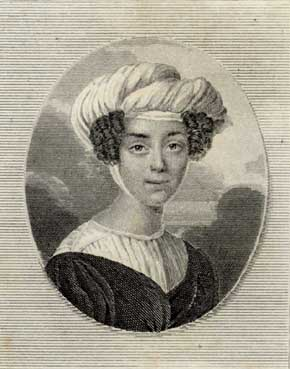
Claire de Duras

Herzogin Claire de Duras (* 23. März 1777 in Brest, Département Finistère; † 16. Januar 1828 in Nizza Département Alpes-Maritimes) war eine französische Schriftstellerin und Salonnière.

## Leben und Wirken
Claire Louise Rose Bonne war die Tochter von Admiral Armand de Kersaint. Bald nach Beginn der Revolution fiel ihr Vater bei den Girondisten in Ungnade. Als er durch den Wohlfahrtsausschuss zum Tode verurteilt und am 4. Dezember 1793 guillotiniert worden war, flüchtete Claire zusammen mit ihrer Mutter zu Verwandten nach Martinique. Als es dort kurze Zeit später für die Familie ebenfalls gefährlich wurde, emigrierten beide in die USA.
Zurück nach Europa kamen sie über die Schweiz nach England und ließen sich in London nieder. Dort heiratete Claire am 27. November 1797 den französischen Politiker Amédée Bretagne Malo de Durfort, 6. Duc de Duras, und hatte mit ihm zwei Töchter: Claire-Louise (1798–1883) und Claire-Henriette (1799–1863).
1808 kehrte Claire de Duras zusammen mit ihrer Familie nach Frankreich zurück und ließ sich in Paris nieder. Während der Restauration erschloss ihr die Freundschaft mit François-René de Chateaubriand schnell verschiedene literarische Kreise und sie wurde sehr schnell zu einer wichtigen Salonnière ihrer Zeit.

## Rezeption
Als Autorin gilt de Duras heute als nahezu vergessen: ihr Werk lässt sich schwer zwischen Aufklärung und Frühromantik einordnen. Ihr literarischen Salon gilt aber immer noch als Mittelpunkt des gesellschaftlichen (und intellektuellen) Lebens der Restaurationszeit. Als hochgebildete, schreibende Frau stand sie in Kontakt mit bedeutenden Künstlern – Rosalie de Constant, Anne Louise Germaine de Staël, u. a. – ihrer Zeit, prägte indirekt das Werk Stendhals und musste ihre Romane nicht selten gegenüber der Kritik von Schriftstellerkollegen verteidigen.
Kennzeichnend für ihr Schaffen ist die Beschäftigung mit den Themen Schuld, Liebe, Selbstzerstörung und Tod. In allen drei Romanen kann eine Beziehung zwischen zwei Liebenden aus äußeren (Herkunft/Stand) oder inneren Motiven (persönliches Geheimnis/Homosexualität?) heraus nicht verwirklicht werden. Am Ende der Werke steht der Tod der Protagonisten als Symbol ihrer eigenen Negation oder als transzendenter Erlösungsweg. So stellt die Autorin nicht nur die Begriffe von Liebe und Identität in Frage, sondern wendet sich vor allem gegen die Normen und die Moral ihrer eigenen Gesellschaftsschicht.
Der Schriftsteller John Fowles übersetzte ihren ersten Roman ins Englische und dieses Werk wirkte dann auch noch dessen Roman The French Lieutenant's Woman nach.

## Werke
- Ourika. Editions des femmes, Paris 1979, ISBN 2-7210-0147-7.
  - Deutsch: Urika, die Negerin. Übers. v. [Ehrenfried Stöber]. Frankfurt (Main) 1824. (Digitalisat und Volltext im Deutschen Textarchiv)
- Edouard. Mercure de France, Paris 1983, ISBN 2-7152-0124-9.
- Denise Virieux (Hrsg.): Olivier ou le Secret. Corti, Paris 1971.